# Giải bóng đá hạng nhất quốc gia Bỉ 1895–96
Đây là thống kê của Giải bóng đá hạng nhất quốc gia Bỉ mùa giải 1895-96.

## Tổng quan
Giải có sự tham gia của 7 đội, và F.C. Liégeois giành chức vô địch.

## Bảng xếp hạng
| Vị thứ | Đội bóng                   | St | T | H | B  | BT | BB | Đ  | HS  | Ghi chú                 |
| ------ | -------------------------- | -- | - | - | -- | -- | -- | -- | --- | ----------------------- |
| 1      | F.C. Liégeois              | 12 | 9 | 2 | 1  | 32 | 11 | 20 | +21 |                         |
| 2      | Antwerp F.C.               | 12 | 7 | 0 | 5  | 33 | 13 | 14 | +20 |                         |
| 3      | Sporting Club de Bruxelles | 12 | 6 | 1 | 5  | 31 | 29 | 13 | +2  |                         |
| 4      | Léopold Club de Bruxelles  | 12 | 6 | 0 | 6  | 31 | 29 | 12 | +2  |                         |
| 5      | Racing Club de Bruxelles   | 12 | 6 | 0 | 6  | 32 | 31 | 12 | +1  |                         |
| 6      | F.C. Brugeois              | 12 | 5 | 1 | 6  | 22 | 21 | 11 | +1  | Không tham gia mùa sau. |
| 7      | Union F.C. d'Ixelles       | 12 | 1 | 0 | 11 | 5  | 51 | 2  | -46 | Không tham gia mùa sau. |